# Parafia św. Stanisława BM w Pustkowie-Osiedlu
Parafia św. Stanisława BM w Pustkowie-Osiedlu – parafia rzymskokatolicka, znajdująca się w diecezji tarnowskiej, w dekanacie Pustków-Osiedle.